# Live.Love.Burn.Die
Live.Love.Burn.Die è il settimo album del gruppo hardcore Green Arrows. Venne pubblicato nel 2018 dalla PC Records.
Questo album si contraddistingue dagli altri della band per essere il loro primo concept album costituito da 3 capitoli.
L'album è disponibili su due possibilità di supporto artwork, classico jewelcase o Digipack.

## Tracce
INTRO:
1. Live.Love – 2:54

CAPITOLO 1 – My Path:
1. Burst Down – 1:12
2. Twenty and More Pains – 2:25
3. Reborn – 1:48

CAPITOLO 2 – My Roots:
1. Keep the Flame Alive – 3:19
2. Guard my Way – 3:07
3. You Are the One – 2:30

CAPITOLO 3 – My War:
1. Stick to my Beliefs – 3:31
2. I Am Sacrifice – 2:28
3. Our Voices, Our Hearts – 3:01

OUTRO:
1. Love.Die – 3:17

BONUS TRACK:
1. Defend your Land (acoustic version) – 3:12

## Formazione
- Pav - voce
- Marmo - chitarra, cori
- Migue - chitarra, cori
- Divi - basso, cori
- Dave - batteria, campioni

## Videoclip
- Stick to my Beliefs (Massagrande/L'Ombra del Suono - 2018)
- Keep the Flame Alive (U-Boot37 - 2019)
- Reborn (U-Boot37/Castaldini - 2019)